# NSLU2

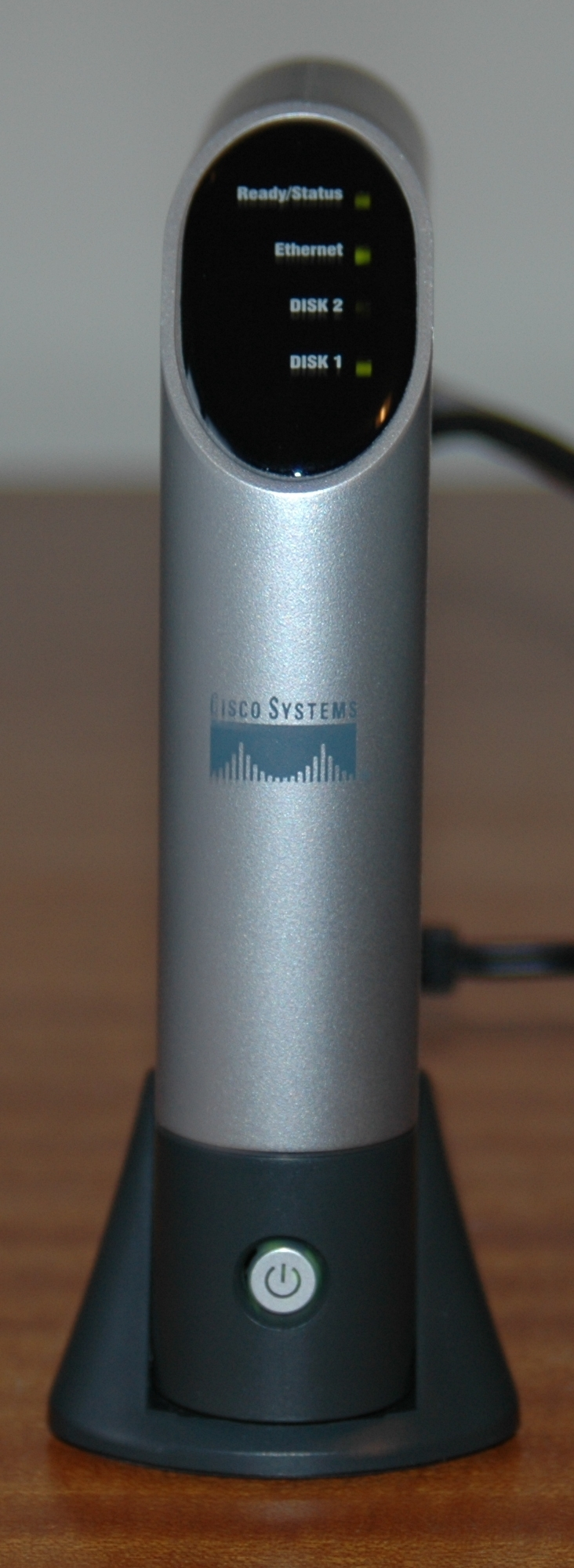
L'NSLU2

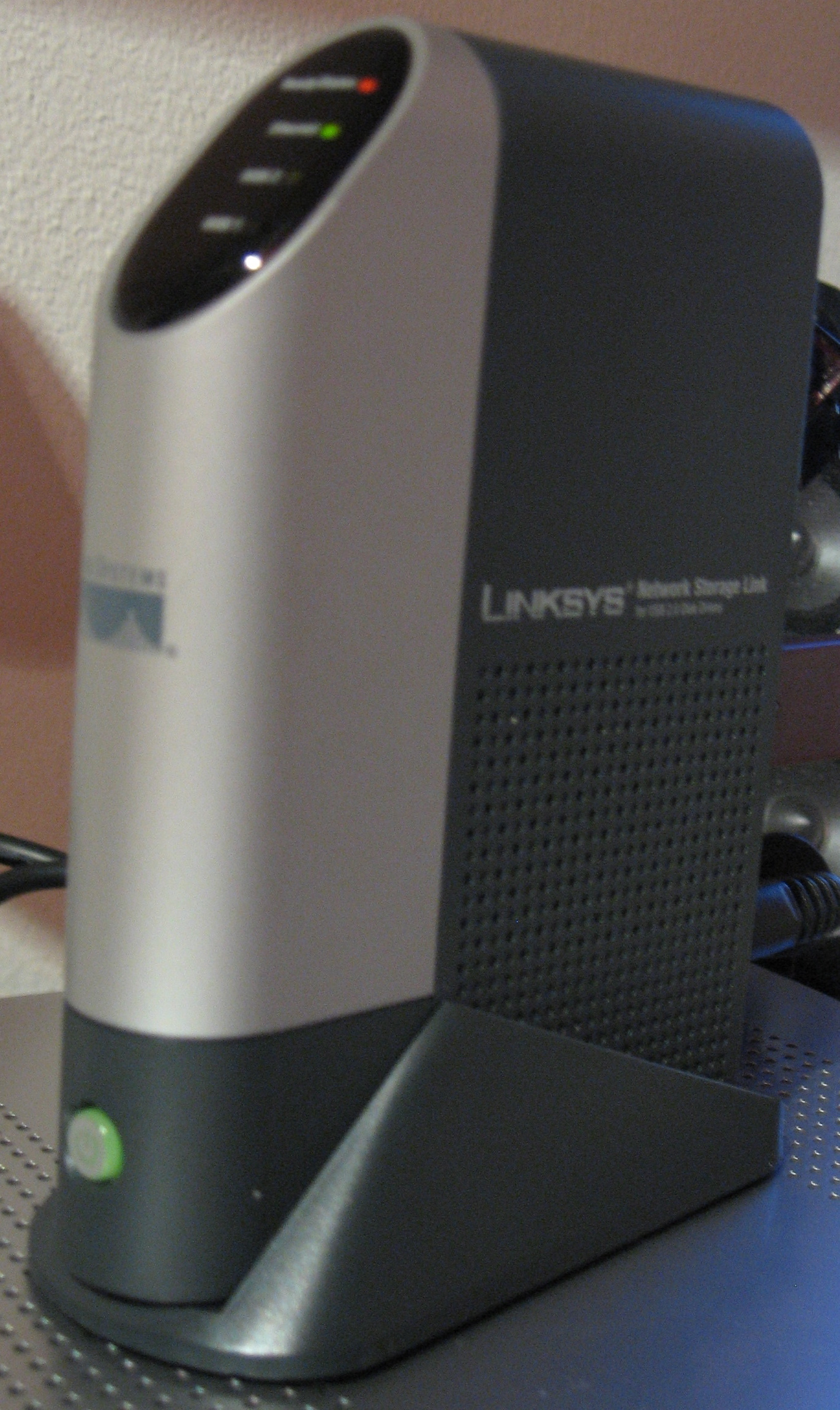
NSLU2 visto di lato

Il NSLU2 (Network Storage Link for USB 2.0 Disk Drives) è una periferica prodotta dalla Linksys. Permette di accedere, attraverso una rete (NAS), ad hard disk o memorie flash collegati tramite USB. Il sistema è stato usato soprattutto per la periferica NAS200 e per WRT600N e WRT300N/350N che combinano sia un router wifi con una unità di memorizzazione. La periferica ha come sistema operativo una versione modificata di Linux e di default formatta i dischi ad essa collegata in formato ext3, ma un aggiornamento del firmware permette l'utilizzo di file system NTFS o FAT32 per una migliore compatibilità con sistemi Windows. La periferica ha un'interfaccia web dove si possono configurare diversi parametri, anche avanzati, come gruppi utenti ed impostazioni network. La periferica utilizza il protocollo SMB per la condivisione delle risorse.
La periferica ha due porte USB2.0 per la connessione di hard disk ed usa un processore ARM. I modelli prodotti prima di aprile 2006 hanno il processore con velocità ridotta a 133 MHz per motivi sconosciuti, ma tramite una semplice modifica hardware si può far raggiungere alla CPU la normale velocità di 266 MHz. Tutte le periferiche prodotte dopo maggio 2006 hanno il processore con velocità di 266 MHz. Possiede anche 32MB di memoria interna che ospita il firmware.

## Comunità e modifiche
La periferica, avendo come sistema operativo Linux, ha costretto Linksys a pubblicare il codice sorgente secondo la licenza GPL. Visti la bontà del progetto ed il basso costo della periferica, vi sono diverse comunità che hanno fondato dei progetti intorno alla modifica ed ottimizzazione dello NSLU2. Vi sono due progetti principali: il primo è conosciuto come Unslung, che è basato sul firmware originale Linksys con l'aggiunta di migliorie e funzionalità aggiuntive. L'altro progetto è chiamato "OpenSlug" che è basato sul framework OpenEmbedded. OpenSlug permette agli utenti di sostituire il firmware originale con un sistema Linux minimale che include un server SSH per l'accesso remoto. Una volta installato, il sistema operativo permette di spostare il sistema operativo dalla memoria interna della periferica a uno degli hard disk collegati, così liberando appunto la memoria interna. Una volta fatto questo procedimento si possono installare diversi pacchetti presenti in Internet. È anche possibile usare distribuzioni Debian o Gentoo.
La possibilità di eseguire diversi sistemi operativi permette alla periferica di eseguire compiti variegati come: web server, mail server, DAAP server (iTunes), client Bittorrent e router per la rete con un dispositivo di rete collegato via USB.